# Эррера, Корал
Корал Эррера Гомез (англ. Coral Herrera Gómez; род. в 1977 году) — испанская писательница и феминистка, проживающая в Коста-Рике. Она известна своей критикой концепции романтической любви и своим вкладом в исследования.

## Образование
Корал имеет учёную степень по гуманитарным и аудиовизуальным коммуникациям в Университете Карлоса III в Мадриде. Она получила докторскую степень по гуманитарным наукам и коммуникациям в том же университете и защитила диссертацию о романтической любви на Западе и её связи с капитализмом, патриархатом и демократией. Она исследовала социокультурное конструирование реальности, пола и романтической любви; как Запад «строит» эмоции с помощью символов, мифов и обрядов; и как романтическая любовь увековечивает капитализм, патриархат и демократию.

## Литературные произведения
После получения докторской степени, а также из-за экономического кризиса в Испании в 2008 году, Гомес переехала в Коста-Рику после долгого пребывания в Париже. Она публиковала статьи в различных средствах массовой информации, таких как журнал «Pikara», журнал «El País», интернет-журнал «Eldiario.es» и журнал «El Ciudadano», и участвовала в таких телешоу, как «La Tuerka».
Основная тема её работы — критика романтической любви с гендерной, а также своеобразной точки зрения. Она утверждает, что романтизм является продуктом патриархата, а также он играет фундаментальную роль в бинарном и иерархическом построении гендерного неравенства. Кроме того, она утверждает, что есть разные способы понимания и переживания любви, которые в самом деле освобождают и удовлетворяют, нежели традиционные.

## Опубликованные книги
- Más allá de las etiquetas: hombres, mujeres y trans (2010 год)[10].
- La construcción sociocultural del amor romántico (2011 год)[11].
- Bodas Diversas y Amores Queer (2013 год)[12].
- Bodas reales, bodas patriarcales: análisis queer de la boda de los príncipes de Asturias (2014 год)[13].